# Natação nos Jogos Pan-Americanos de 2003 - 400 m medley masculino
O evento dos 400 m medley masculino nos Jogos Pan-Americanos de 2003 foi realizado em 13 de agosto de 2003.

## Medalhistas
| Ouro   | USA Robert Margalis |
| Prata  | USA Eric Donnelly   |
| Bronze | BRA Thiago Pereira  |

## Recordes
| Recorde mundial       | Michael Phelps (USA) | 4:09.09 | 27 de julho de 2003  | Barcelona |
| Recorde pan-americano | Curtis Myden (CAN)   | 4:15.52 | 03 de agosto de 1999 | Winnipeg  |

## Resultados
| Posição | Nadador                  | Eliminatórias | Eliminatórias | Final      |
| Posição | Nadador                  | Tempo         | Posição       | Tempo      |
| ------- | ------------------------ | ------------- | ------------- | ---------- |
| 1       | Robert Margalis (USA)    | 4:24.00       | 2             | 4:19.09    |
| 2       | Eric Donnelly (USA)      | 4:23.52       | 1             | 4:19.65    |
| 3       | Thiago Pereira (BRA)     | 4:29.12       | 5             | 4:19.89    |
| 4       | Jeremy Knowles (BAH)     | 4:27.05       | 3             | 4:22.04 NR |
| 5       | Bradley Ally (BAR)       | 4:30.02       | 6             | 4:24.42    |
| 6       | Diogo Yabe (BRA)         | 4:29.02       | 4             | 4:25.85    |
| 7       | Tobias Oriwol (CAN)      | 4:30.38       | 7             | 4:29.37    |
| 8       | Andrew Mackay (CAY)      | 4:32.96       | 8             | 4:33.62    |
|         |                          |               |               |            |
| 9       | Chad Murray (CAN)        | 4:33.31       | 9             | 4:30.73    |
| 10      | Shaune Fraser (CAY)      | 4:41.81       | 11            | 4:34.72    |
| 11      | Marcos Burgos (CHI)      | 4:37.08       | 10            | 4:38.47    |
| 12      | Hiram Carrion (PUR)      | 4:43.73       | 12            | 4:38.66    |
| 13      | Vincent van Rutten (AHO) | 4:46.58       | 13            | 4:43.42    |
| 14      | Jonathan Mauri (CRC)     | 4:47.40       | 14            | 4:47.91    |
| —       | Kieran Locke (ISV)       | 4:53.23       | 15            | riscado    |